# Najdihojca
Najdihojca je literarni lik v istoimenski pesniški zbirki Frana Levstika.

## Opis literarnega lika
Najdihojca je nagajiv, nepremišljen, a nasmejan otrok, ki ga pritegne vsaka neumnost.
Pesem Božiček odpisuje Najdihojci razkriva, da bi  Najdihojca pri svojih starosti že moral znati bolje pisati. Božiček pričakuje, da bo s tem, da mu ne bo podaril darila, spodbudil k temu, da se bo začel bolj učiti. Obljublja mu, da bo ob veliki noči za svoj trud primerno nagrajen.

## Ime Najdihojca
Hojca je majhna jelka. Otrok je šel v gozd in si tam izdelal igračo.
Ime Najdihojca kasneje nadomesti Ciciban.
Ime Najdihojca nosi tradicionalno srečanje otroških gledaliških skupin in njihovih mentorjev, tako pa se imenujejo tudi številni vrtci po Sloveniji.

## Ilustratorji
- Fran Levstik: Najdihojca, Mladinska knjiga, Ljubljana, 1948, ilustrirala: Marija Vogelnik
- Fran Levstik: Najdihojca, Mladinska knjiga, Ljubljana, 1951, ilustriral: France Mihelič
- Fran Levstik: Najdihojca, Mladinska knjiga, Ljubljana, 1956, ilustriral: France Mihelič
- Fran Levstik: Najdihojca, Mladinska knjiga, Ljubljana, 1966, ilustriral: France Mihelič
- Fran Levstik: Najdihojca, Mladinska knjiga, Ljubljana, 1979, ilustriral: Milan Bizovičar
- Fran Levstik: Najdihojca, Mladinska knjiga, Ljubljana, 1980, ilustriral: Milan Bizovičar
- Fran Levstik: Najdihojca, založba  Karantanija, Ljubljana, ilustriral: Uroš Hrovat
- Fran Levstik: Najdihojca na dedovem kolenci, Prešernova družba, Ljubljana, 2006, ilustrirala: Jelka Godec Schmidt
- France Pibernik: Najdihojca in Ciciban, Celjska Mohorjeva družba, 2007,ilustrirala: Tina Krašovec

## Izdaje
- Fran Levstik: Najdihojca, Mladinska knjiga, Ljubljana, 1948
- Fran Levstik: Najdihojca, Mladinska knjiga, Ljubljana, 1951
- Fran Levstik: Najdihojca, Mladinska knjiga, Ljubljana, 1956
- Fran Levstik: Najdihojca, Mladinska knjiga, Ljubljana, 1966
- Fran Levstik: Najdihojca, Mladinska knjiga, Ljubljana, 1979
- Fran Levstik: Najdihojca, Mladinska knjiga, Ljubljana, 1980
- Fran Levstik: Najdihojca, založba  Karantanija, Ljubljana, 1999
- Fran Levstik: Najdihojca na dedovem kolenci, Prešernova družba, Ljubljana, 2006
- France Pibernik: Najdihojca in Ciciban, Celjska Mohorjeva družba, 2007